# Июль 2020 года

Список событий июля 2020 года.

## События
- 1 июля
  - Пандемия COVID-19: число инфицированных коронавирусом SARS-CoV-2 в России превысило 650 тыс. человек — подтверждёно 654 405 случаев заражения коронавирусной инфекцией COVID-19[1].
  - Общероссийское голосование по вопросу одобрения изменений в Конституцию Российской Федерации, основной день голосования.
  - Губернатор Миссисипи Тейт Ривз подписал закон о замене флага штата, из-за того что на нем присутствует символика Конфедерации[2].
  - В Бостоне власти приняли решение убрать из парка памятник 16-му президенту Аврааму Линкольну[3].
  - ФРГ сменила Хорватию на посту председателя Совета ЕС. Одним из приоритетов Берлина станет утверждение масштабной программы помощи странам Евросоюза, пострадавшим от СОVID-19[4].
  - Государства Шенгенской зоны открыли границы для 15 стран, список стран будет пересматриваться каждый две недели[5].
  - В Гонконге полиция применила водометы и слезоточивый газ для разгона первых протестов против принятого накануне Китаем закона о национальной безопасности этого специального административного района[6].
- 2 июля
  - Ликвидирована так называемая Автономная зона Капитолийского холма в захваченной демонстрантами части Сиэтла[7].
  - В Швеции по требованию оппозиционных партий создана комиссия, которая займётся расследованием мер по борьбе с коронавирусом, принятых властью[8].
  - В Мьянме в районе добычи нефрита в штате Качин сошёл оползень, число жертв трагедии составляет 162 человека[9].
  - Верховный суд Турции постановил, что президент страны Реджеп Тайип Эрдоган может изменить статус собора Святой Софии в Стамбуле[10].
- 3 июля
  - Еврокомиссия разрешила продажу «Ремдесивира» первого лекарства от COVID-19 в Евросоюзе[11].
- 4 июля
  - В армянском городе Гюмри найден мёртвым контрактник, служивший на расположенной там российской военной базе. За последние 5 лет это как минимум 6-й российский военнослужащий, умерший в Гюмри не в результате естественных причин[12].
- 6 июля
  - Верховный суд США единогласно принял решение о том, что власти штатов могут наказывать членов коллегии выборщиков, которые на своем собрании после президентских выборов в стране поддержат не того кандидата, за которого проголосовали большинство жителей их штата[13].
  - Индия вышла на третье место по числу заболевших коронавирусной инфекцией COVID-19[14].
  - В Ираке убит эксперт по исламскому терроризму Хишам аль-Хашеми[15].
- 7 июля
  - Под давлением исламских активистов в столице Пакистана Исламабаде прекращено строительство индуистского храма Шри Кришна, который мог стать первым индуистским храмом, построенным в Исламабаде после 1947 года[16].
  - В американском журнале Harper’s Magazine появилось открытое «Письмо о справедливости и свободе дискуссий», которое подписали 152 человека: писатели, учёные, публичные интеллектуалы и активисты, в том числе Салман Рушди, Джоан Роулинг, Маргарет Этвуд и Фрэнсис Фукуяма, это первая коллективная реакция на сложившийся общественно-идеологический климат, в том числе на т. н. культуру отмены[17].
  - Арест бывшего российского журналиста газет «Коммерсантъ» и «Ведомости» Ивана Сафронова по подозрению в госизмене[18].
- 8 июля
  - Пандемия COVID-19: число инфицированных коронавирусом SARS-CoV-2 в России превысило 700 тыс. человек — подтверждёно 700 792 случая заражения коронавирусной инфекцией COVID-19[19].
  - В столице Сербии Белграде в ходе акции протеста против введения новых ограничений под предлогом борьбы с коронавирусом протестующие попытались взять штурмом здание Парламента[20].
  - В Адлере после протестов черкесских активистов демонтирован памятный знак, установленный на месте форта, созданного русскими войсками в 1837 году в ходе Кавказской войны. По словам председателя организации «Адыгэ Хасэ причерноморских адыгов-шапсугов» Маджида Чачуха, «Власти признали, что он был поставлен без необходимых согласований, с очень большими ошибками, без обсуждения с представителями коренного народа»[21]
- 10 июля
  - Госсовет Турции отменил решение 1934 года о превращении Айя-Софии в музей. Это позволит переделать здание, изначально являвшееся православным храмом до захвата турками Константинополя в 1453 году, обратно в мечеть, каковой она была в 1453—1934 годах[22].
  - Европейский центробанк включил Хорватию и Болгарию в Европейский механизм валютных курсов, что является необходимым шагом для перехода страны на евро[23].
- 11 июля
  - В Хабаровском крае прошли несанкционированные акции протеста в поддержку этапированного самолётом в Москву губернатора Сергея Фургала[24]. По оценкам МВД, в акциях протеста приняли участие от 20 до 35 тыс. человек[25][26], по данным издания Коммерсантъ, только в Хабаровске число собравшихся могло составить от 30 до 35 тыс. человек[27]. По данным Транссибинфо, митинги в Хабаровске и Комсомольске-на-Амуре собрали около 55 тыс. человек[28].
- 12 июля
  - Возобновилось вооружённое противостояние на границе Азербайджана и Армении[29].
  - В порту Сан-Диего сгорел десантный корабль USS Bonhomme Richard[англ.][30].
- 13 июля
  - США официально отвергли ряд претензий КНР по территориям в Южно-Китайском море[31].
  - Минюст США возобновил исполнение смертных приговоров за федеральные преступления[32], на казни федеральных преступников действовал неофициальный мораторий с 2003 года.
- 14 июля
  - Жители Белоруссии вышли на улицы, протестуя против решения ЦИК не регистрировать кандидатами в президенты Виктора Бабарико и Валерия Цепкало[33].
  - Президент США Дональд Трамп подписал закон «Об автономии Гонконга», суть которого — привлечение Китая к ответственности за его действия в отношении Гонконга[34].
- 15 июля
  - Власти Турции и России достигли договоренности о возобновлении авиасообщения[35].
  - В Москве прошла акция против поправок к Конституции, задержано больше 130 человек[36].
  - В Иране в порту города Бушир начался пожар, охвативший минимум три корабля[37].
- 16 июля
  - Пандемия COVID-19: число инфицированных коронавирусом SARS-CoV-2 в России превысило 750 тыс. человек — подтверждёно 752 797 случаев заражения коронавирусной инфекцией COVID-19[38].
  - Минфин США ввел санкции против пяти компаний, связанных с бизнесменом Евгением Пригожиным[39].
- 17 июля
  - В столице Судана Хартуме начались массовые протесты после отмены правительством ряда исламских законов, в частности был отменён закон о запрете оскорбления религии, разрешено употребление алкоголя, запрещено женское обрезание[40].
- 18 июля
  - Во Франции второй раз за год произошёл пожар в крупном христианском храме. На этот раз огонь возник в соборе Святых Петра и Павла в Нанте. По одной из версий, причиной мог стать поджог[41].
  - В Хабаровске на восьмой день протестов на акцию в поддержку губернатора Сергея Фургала пришли от 50 до 80 тысяч человек[42].
- 19 июля
  - В Сирии состоялись выборы в Народный совет, по результатам голосования правящая партия «Баас» и входящие с ней в союз партии получили более 80 парламентских мест из 250, ряд стран, в том числе Турция и США, заявили о непризнании результатов выборов[43].
- 20 июля
  - С космодрома Танегасима в Японии при помощи ракеты-носителя H-IIA к Марсу запущена автоматическая космическая станция Аль-Амаль («Надежда»), принадлежащая ОАЭ[44].
  - На Урале из-за ливней затопило город Нижние Серги[45].
  - Начались 20-е совместные американо-украинские морские учения Sea Breeze 2020[46].
  - Специалистам американской компании SpaceX после запуска ракеты Falcon 9 с южнокорейским спутником Anasis-II впервые удалось успешно вернуть на Землю две половины обтекателя[47].
  - ВВС Израиля атаковали с Голанских высот цели на юге Дамаска, ПВО Сирии в свою очередь отразили атаку[48].
  - Депутаты египетского парламента единогласно одобрили возможную отправку военных страны для выполнения боевых задач за пределами Египта в Ливии[49].
- 21 июля
  - Фонд Галуста Гюльбенкяна в Португалии присудил премию «За гуманизм» в миллион евро 17-летней шведской экоактивистке Грете Тунберг[50].
  - В центре Луцка на Театральной площади вооружённый мужчина захватил в заложники 16 пассажиров автобуса[51].
- 22 июля
  - Палата представителей конгресса США поддержала демонтаж 12 памятников сторонникам Конфедерации южных штатов в Капитолии[52].
- 23 июля
  - Китайская межпланетная станция Тяньвэнь-1 с марсоходом на борту запущена к Марсу с помощью тяжёлой ракеты-носителя «Чанчжэн-5» с космодрома Вэньчан на острове Хайнань[53].
  - Из-за пандемии COVID-19 ВВП Южной Кореи упал на 3,33 % — сильнейшее падение за 22 года со времён азиатского финансового кризиса[54].
- 24 июля
  - Администрация социальных сетей Facebook и Twitter заблокировала 16 человек из ближайшего окружения президента Бразилии Жаира Болсонару, причина — распространение угроз и ложной информации[55].
  - Военно-морской флот Индонезии завершил крупные четырёхдневные учения в Южно-Китайском море, учения частично затрагивали акваторию у островов Натуна, рядом с «девятипунктирной линией» морских притязаний Китая[56].
- 25 июля
  - Пандемия COVID-19: число инфицированных коронавирусом SARS-CoV-2 в России превысило 800 тыс. человек — подтверждёно 806 620 случаев заражения коронавирусной инфекцией COVID-19[57].
- 28 июля
  - Правительство России объявило, что первыми странами, в которые с 1 августа будут разрешены перелёты туристов, станут Великобритания, Турция и Танзания[58].
  - Бывший премьер-министр Малайзии Наджиб Разак приговорён к 12 годам заключения и штрафу в 42 миллиона долларов за хищение более одного миллиарда долларов из государственного фонда, созданного для оживления экономики[59].
- 29 июля
  - Сотрудники правоохранительных органов Белоруссии задержали под Минском 32 боевика иностранной частной военной компании[60].
  - Главы крупнейших мировых технологических компаний — Google, Apple, Amazon и Facebook давали показания перед конгрессом США в рамках антимонопольного разбирательства[61].
- 30 июля
  - В ходе миссии «Марс-2020» с помощью ракеты-носителя Atlas V 541 с космического стартового комплекса 41 ВВС на мысе Канаверал к Марсу были запущены марсоход «Персеви́рэнс» и вертолёт-разведчик «Ingenuity»[62].
  - Бюро экономического анализа США отчиталось о рекордном падении ВВП страны во втором квартале — почти на 33 % в пересчете на годовые темпы[63].
  - В Минске прошёл один из крупнейших митингов в современной Белоруссии в поддержку кандидата в президенты Белоруссии Светланы Тихановской[64].
- 31 июля
  - Председатель КНР Си Цзиньпин официально заявил о начале эксплуатации глобальной навигационной спутниковой системы «Бэйдоу-3»[65].